# 史蒂夫·贾布隆斯基
史蒂夫·贾布隆斯基（Steve Jablonsky，1970年10月9日—）是美国电影、电视、电子游戏配乐作曲家。他工作于汉斯·季默的“Remote Control Productions”音乐工作室。他時常與麥可·貝合作，创作的电影配乐有《珍珠港》(与汉斯·季默合作）(2001)、《德州電鋸殺人狂》(2003)、《蒸汽男孩》(2004)、《絕地再生》(2005)、《龍之戰》(2006)、《變形金剛》(2007)、《幽灵终结者2007》(2007)、《變形金剛：復仇之戰》(2009)、《變形金剛3》(2011)、《超級戰艦》(2012)。
电子游戏《战争机器2》、《战争机器3》和《模拟人生3》的音乐也是他谱写的。

## 作品列表

### 電影
- 2001《珍珠港》
- 2003《德州電鋸殺人狂》
- 2004《蒸汽男孩》
- 2005《絕地再生》
- 2006《龍之戰》
- 2007《變形金剛》
- 2007《幽灵终结者2007》
- 2009《變形金剛：復仇之戰》
- 2011《變形金剛3》
- 2012《超級戰艦》
- 2013《風雲男人幫》
- 2013《不勞而禍》
- 2013《戰爭遊戲》
- 2013《紅翼行動》
- 2014《變形金剛4：絕跡重生》
- 2015《獵巫行動：大滅絕》
- 2016《忍者龜：破影而出》
- 2016《怒火地平線》
- 2017《變形金剛5：最終騎士》
- 2021《紅色通緝令 (電影)》

### 電子遊戲
- 2007《命令与征服3：泰伯利亚之战》
- 2008《战争机器2》
- 2009《模拟人生3》
- 2010《波斯王子：遺忘之沙》
- 2011《战争机器3》
- 2013《戰爭機器：審判》